# Tachyeres
Tachyeres es un género de aves anseriformes de la familia de las anátidas, que incluye a cuatro especies comúnmente conocidas como patos vapor o quetrus.
La distribución de este género está restringida al cono Sur sudamericano: el sur de Chile, el archipiélago de Tierra del Fuego, la Patagonia argentina y las islas Malvinas. A excepción de T. patachonicus las otras especies son no voladoras.

## Especies
- Pato vapor volador (Tachyeres patachonicus) (King, 1831)
- Pato vapor no volador (Tachyeres pteneres) (Forster, 1844)
- Pato vapor malvinero (Tachyeres brachypterus) (Latham, 1790)
- Pato vapor cabeza blanca (Tachyeres leucocephalus) Humphrey & Thompson, 1981